# Cuchivero
Cuchivero je rijeka u Venezueli. Pritoka je rijeke Orinoco.